# 多田和代
多田和代（ただ かずよ、1979年11月2日 - ）は、日本の陸上競技選手。中学校女子砲丸投の元徳島県記録保持者。徳島県板野郡板野町出身。
中学時代から陸上競技を始め、中学では砲丸投、高校時代では円盤投の選手。中京大学体育学部に進学し、室伏重信の指導を受ける。ハンマー投の室伏広治、室伏由佳、やり投の三宅貴子らは大学の先輩であり、丸善工業の綾真澄とは大学時代の同級生。現在は地元の徳島で、後進の指導に当たっている。

## 記録
- ハンマー投 － 57.43m （2003年10月29日）